# Cronaca di una morte annunciata
Cronaca di una morte annunciata (Crónica de una muerte anunciada) è una novella di Gabriel García Márquez, pubblicata nel 1981. Racconta, in forma di ricostruzione pseudo-giornalistica, la storia dell'assassinio di Santiago Nasar da parte dei gemelli Vicario.

## Genesi
Apparso sei anni dopo l'uscita de L'autunno del patriarca, l'opera smentì le precedenti dichiarazioni rese da García Márquez, che contrariato dall'allora situazione politica americana, affermò di voler abbandonare la ficción per dedicarsi a un'attività impegnata politicamente.
La storia si basa su un fatto realmente accaduto in una cittadina della Colombia da cui Márquez, a distanza di trent'anni, ha preso ispirazione per scrivere il romanzo. L'autore ha dichiarato che tutti i personaggi hanno nomi di fantasia, tranne i suoi famigliari, e che la storia narrata parte da un avvenimento reale a cui però ha aggiunto un'ampia componente narrativa.
Il romanzo esce in tutto il mondo di lingua spagnola nella primavera 1981, e arriva a interrompere uno sciopero letterario che l'autore aveva proclamato fintanto che il generale Augusto Pinochet fosse rimasto al potere in Cile; qualche giorno prima, il 26 marzo, García Márquez e la moglie chiesero asilo politico all'Ambasciata del Messico a Bogotà perché ricevettero un avvertimento, da voci vicine agli ambienti governativi, che era in corso un complotto per accusare lo scrittore di vicinanza al gruppo guerrigliero M-19, e che i militari premevano per il suo arresto. La coppia lascia in questo modo la Colombia, dove era tornata a vivere dall'Europa.

## Trama
Il libro narra, in maniera non lineare, la tragica vicenda di Santiago Nasar, accusato di aver tolto l'onore ad Ángela Vicario e per questo assassinato dai fratelli della ragazza, Pablo e Pedro Vicario. Il narratore anonimo è un amico di Santiago: è lui che, interrogando le persone, riesce a ricostruire gli avvenimenti dei giorni precedenti e successivi al delitto. Il lettore apprende che Santiago vive con la madre, Placida Linero; la cuoca Victoria Guzman e la figlia di questa, Divina Flor. Santiago dirige con successo la tenuta familiare dopo la morte del padre, che era di origine araba.
Santiago torna a casa alle prime ore del giorno, la mattina stessa in cui sarà ucciso, con i contemporanei preparativi frenetici degli abitanti del paese per l'arrivo imminente del vescovo. La cronaca della giornata in cui Santiago viene accoltellato si intreccia con la vicenda amorosa di Ángela Vicario, una giovane donna del paese, e Bayardo San Román, un nuovo residente. Alla loro prodigiosa festa di matrimonio viene coinvolta tutta la comunità, con bagordi e festeggiamenti continuati tutta la notte. Ma la notte stessa delle nozze, Bayardo scopre che la moglie non è più vergine e quindi la ripudia riportandola alla casa paterna, appena due ore dopo la festa. I fratelli di Ángela, decisi a vendicarla, le chiedono di confessare il nome dell'uomo che l'ha deflorata, togliendole la purezza e l'onore: forzata a rivelare e picchiata dalla madre, ella rivela che è Santiago Nasar. Il mattino seguente, in cui è previsto anche l'arrivo del vescovo, Pablo e Pedro vanno alla ricerca dell'uomo, decisi ad ammazzarlo con due coltelli usati per macellare i maiali per vendicare l'insulto all'onore della loro famiglia. 
Si passa così da un clima gioioso a un'attesa preoccupata: i fratelli non fanno segreto delle loro intenzioni e gli abitanti vengono coinvolti emotivamente nella vicenda. Prima di compiere l'atto, dichiarano apertamente di voler uccidere Santiago nella speranza che si verifichino circostanze che impediscano loro di commettere l'omicidio. Questo perché da un lato sentono l'obbligo morale di vendicare l'onore della sorella, ma dall'altro provano ripugnanza verso un atto di violenza che non appartiene alla loro natura. Non credendo i fratelli Vicario capaci di un tale gesto, molti pensano che le loro siano solo minacce formali, altri sono convinti che Santiago sarà avvisato in tempo così da scampare alla morte, altri ancora credono nell'innocenza dell'uomo. Nonostante tutti sappiano le intenzioni dei due fratelli, nessuno fa niente e si verificano una serie di coincidenze e di eventi che rendono ineluttabile il tragico epilogo della vicenda. Mentre gli abitanti si dirigono verso il molo per accogliere il vescovo, la notizia si diffonde, ma l'unico che rimane totalmente ignaro di ciò che sta per accadere è proprio il diretto interessato, Santiago Nasar, che verrà a conoscenza dei fatti solo pochi attimi prima di essere ammazzato.
Il romanzo si conclude con il racconto della vicenda dei fratelli Vicario, che dopo tre anni di carcere vengono lasciati liberi, perché viene riconosciuto il motivo di onore. Ángela e Bayardo, invece, si rincontrano dopo 17 anni, quando Bayardo si presenta alla porta di lei con una valigia ricolma di lettere, mai aperte, che la donna gli aveva incessantemente scritto in tutti quegli anni nella speranza di essere perdonata.

## Personaggi
Santiago Nasar: la vittima. Un giovane di 21 anni, di origini arabe, ricco e affascinante. In seguito alla morte del padre, si occupa di amministrare l'azienda di famiglia. Viene descritto come un giovane donnaiolo, allegro e pacifico, con la passione per i cavalli e le armi da fuoco.
Ángela Vicario: è una figura chiave nella vicenda che porta alla morte di Santiago. Di famiglia modesta, è la minore di quattro sorelle e la più bella. Il suo personaggio subisce un'evoluzione durante il corso della storia e Ángela, da donna debole e rassegnata, educata per sposarsi e diventare una brava moglie, diventa forte e determinata e dimostra una grande perseveranza nel cercare di riconquistare il marito.
Bayardo San Román: arriva misteriosamente nel villaggio, suscitando la curiosità di tutti gli abitanti. Ha circa trent'anni ed è figlio del generale Petronio San Román; è un uomo molto ricco, sicuro di sé e abituato a ottenere sempre ciò che vuole attraverso il denaro. Si sposa con Ángela, ma quando scopre che non è vergine la ripudia.
Pedro e Pablo Vicario: sono i responsabili del crimine. Sono gemelli, identici nell'aspetto fisico, ma molto diversi nel modo di reagire di fronte alle situazioni difficili. Sono due uomini mansueti, ma nel momento di compiere l'atto efferato rivelano una natura nascosta, sanguinaria e violenta.
Narratore: non viene svelato esattamente di chi si tratta. Tuttavia dalla narrazione riusciamo a cogliere alcuni indizi: è cugino di Angela, è un amico della vittima e sua madre era la madrina di Santiago. È colui che intraprende le investigazioni anni dopo la morte di Santiago e scrive la “cronaca” con l'intenzione di fare chiarezza su ciò che è accaduto.

## Cronologia degli avvenimenti narrati nel romanzo
L'azione si svolge “un lunedì di febbraio” di un anno non altrimenti precisato.
- circa le 2:00 Bayardo San Román riaccompagna la moglie Ángela Vicario a casa della madre, poche ore dopo il matrimonio, perché la ragazza non è più vergine.
- Alla richiesta dei fratelli di rivelare chi l'abbia deflorata, Ángela Vicario fa il nome di Santiago Nasar.
- dopo le 3:00 Santiago Nasar si reca nel bordello di María Alejandrina Cervantes.
- ore 3:20 i fratelli Vicario si procurano coltelli da macellaio e li affilano alla presenza dei colleghi di lavoro, in modo da farsi vedere da tutti.
- quasi le 4:00 Santiago Nasar organizza una serenata sotto le finestre della ex casa del vedovo de Xius, che Bayardo San Román ha acquistato e dove gli sposi passano la prima notte di nozze.
- ore 4:10 i fratelli Vicario arrivano nella latteria di Clotilde Armenta, da dove si vede l'ingresso principale di casa Nasar, e raccontano a più di 12 persone che hanno intenzione di uccidere Santiago Nasar.
- ore 4:20 Santiago Nasar rientra a casa dopo la notte di festa.
- quasi le 5:00 il colonnello Lázaro Aponte vede i fratelli Vicario con i coltelli e glieli sequestra.
- ore 5:00 una donna che passa in strada avverte Victoria Guzmán, domestica di casa Nasar, che hanno intenzione di uccidere Santiago.
- ore 5:30 Santiago Nasar si sveglia.
- Santiago entra nella camera da letto della madre per cercare un'aspirina contro il mal di testa, come ogni lunedì dopo gli eccessi della domenica. È l'ultima volta che la madre Plácida Linero lo vede vivo.
- Victoria Guzmán gli prepara la colazione, aiutata dalla figlia Divina Flor; Santiago prende una seconda aspirina perché la prima non ha avuto effetto.
- Si sente il fischio del vapore del battello che trasporta il vescovo.
- ore 6:05 Santiago Nasar esce di casa; indossa pantaloni e camicia di lino; Divina Flor gli apre la porta, nessuno dei due vede la busta che qualcuno ha infilato sotto, e che contiene un avvertimento anonimo sulla minaccia di morte.
- Pedro e Pablo Vicario aspettano nella latteria di Clotilde Armenta, nella piazza antistante casa Nasar.
- Santiago Nasar giunge al porto fluviale, il battello del vescovo non si ferma e prosegue la navigazione.
- ore 6:25 Carmen, la sorella del narratore, invita Santiago a fare colazione a casa propria perché la madre ha preparato le frittelle di yucca ripiene, delle quali è goloso.
- Santiago Nasar rientra verso casa in compagnia di Cristo Bedoya; l'arabo Yamil Shayum chiama quest'ultimo per chiedergli conferma delle minacce di morte a Santiago. Cristo e Santiago si separano.
- ore 6:45 Santiago Nasar entra nella casa della fidanzata Flora Miguel; quando Cristo Bedoya chiede di lui ai passanti, nessuno l'ha visto.
- Flora Miguel, alla quale qualcuno ha già rivelato la “colpa” di Santiago, lo respinge; suo padre Namir avverte Santiago, che cade dalle nuvole e decide di rientrare a casa per nascondersi.
- ore 6:56 Cristo Bedoya raggiunge casa Nasar e chiede alla domestica Victoria Guzmán se Santiago sia già rientrato.
- ore 6:58 Cristo Bedoya sale in camera di Santiago e nota l'ora sull'orologio che l'amico non ha messo al polso.
- circa le 7:00 Divina Flor è convinta di aver visto rientrare Santiago Nasar e lo dice alla padrona Plácida Linero, che vede avvicinarsi i fratelli Vicario con i coltelli in mano e chiude la porta in faccia al figlio, senza vederlo.
- Santiago Nasar viene ucciso dai fratelli Vicario.

## Critica

### Temi
Gli studi critici sull'opera e le interpretazioni che ne sono state date sono molteplici: alcuni credono che il nucleo centrale sia la critica al maschilismo nella società latinoamericana, altri vedono nel romanzo un attacco indiretto alla Chiesa cattolica e ai suoi valori tradizionali, altri ancora si sono occupati della componente simbolica del delitto visto come rito sacrificale e del rapporto tra il romanzo e la tragedia greca. Molti autori credono che Gabriel García Márquez abbia trovato gli elementi per l'elaborazione del romanzo nella commedia del Siglo de Oro, specialmente in quella di Lope De Vega, alla quale infatti si fa risalire la divaricazione tra onore privato (honor) e onore pubblico (honra); e non può mancare un riferimento a un dramma di Lope de Vega appunto, Fuenteovejuna, che ha per tema proprio la responsabilità collettiva di un delitto. García Márquez scrive che è stata Rossana Rossanda a indicargli la chiave migliore di lettura:
(Rossana Rossanda)
Il tema principale è l'onore. L'autore sottolinea come il delitto d'onore per mano dei fratelli Vicario sia inevitabile perché legato a valori profondamente radicati nella società in cui vivono. Si tratta di una società legata alle tradizioni rurali, in cui predominano la morale conservatrice, le apparenze e i tabù e dove la religione occupa un posto importante. La difesa dell'onore giustifica e legittima qualsiasi azione violenta volta a restaurare l'ordine della morale collettiva; per questo motivo i fratelli Vicario continueranno a dichiararsi innocenti durante il processo (e verranno assolti). Tutti i personaggi hanno una relazione diretta con la morte di Santiago. L'intera comunità, partecipa in qualche modo al crimine ed è responsabile per lo stesso; tuttavia nessuno interviene per salvare la vita dell'uomo in quanto, per principio, le questioni d'onore vanno risolte dai diretti interessati. Lo scrittore non manca di colpevolizzare gli abitanti del villaggio, che pur sapendo da tempo della minaccia incombente nulla fanno per evitarla, spinti dai sentimenti più vari: trascuratezza, viltà, rancore immotivato verso un giovane bello e ricco, indifferenza o pura curiosità di vedere come andranno a finire le cose.
Altri due temi importanti, ricorrenti nelle opere di Gabriel García Márquez, sono la morte e la fatalità. Il destino di Santiago appare inevitabile dovuto a una serie di coincidenze sfortunate. Egli non potrà sfuggire alla sua sorte e non sarà capace, come del resto sua madre, abile interprete dei segni del destino, di comprendere il significato premonitore del suo sogno. Sotto il segno della fatalità operano anche i fratelli Vicario, che nonostante cerchino affannosamente un pretesto per non dover compiere la vendetta alla fine non riescono a sfuggire al destino.
Un altro aspetto su cui si concentra il romanzo è l'impossibilità di scoprire la verità sui fatti accaduti. Nell'opera viene riconosciuto il fallimento nella ricerca della verità, i dubbi che cercano di essere risolti persistono e il lettore non riesce a risalire al vero colpevole del crimine, così come non riesce a scoprire se è realmente Santiago l'uomo che ha disonorato Ángela.

### Tecnica narrativa
In Cronaca di una morta annunciata ritroviamo alcune caratteristiche tipiche del romanzo poliziesco. Innanzitutto, l'ordine cronologico degli avvenimenti viene completamente rovesciato; il racconto si apre con l'evento finale (l'omicidio del protagonista Santiago Nasar) e solo successivamente l'autore ricostruisce l'antefatto e tutte le vicende intermedie. Come Cent'anni di solitudine, come L'autunno del patriarca, l'incipit del romanzo è infatti l'evocazione di una morte imminente che diventa il perno della narrazione, che si avvolge a spirale intorno a questo preannuncio. Nel caso di Cronaca di una morta annunciata, la narrazione procede per cerchi concentrici che si estendono da poco prima a poco dopo l'evento luttuoso, ma anche verso momenti distanti anni e anni nel passato e nel futuro.
Il romanzo inizia con la frase Il giorno che l'avrebbero ammazzato, e d'altronde il fatto in sé è già suggerito nella "morte annunciata" contenuta nel titolo stesso del libro. Questo genere di intreccio è tipico del genere poliziesco, come ha ammesso lo stesso autore: la narrazione inizia dall'evento finale e più importante, ovvero il crimine, senza però svelarne i dettagli, con l'intento di suscitare curiosità nel lettore. Nel romanzo fabula e intreccio non corrispondono, il narratore si muove liberamente nel tempo della narrazione attraverso l'uso di analessi e prolessi. La struttura esterna dell'opera è chiusa e circolare in quanto la narrazione inizia e termina con la morte di Santiago: ha come effetto il mantenimento di questa morte “immobile” di fronte al lettore, mentre gli altri elementi le girano intorno; dal punto di vista metaforico, ottiene inoltre di mettere in questione il nostro modello di realtà. 
Nell'opera troviamo altri elementi tipici del genere poliziesco: un detective, ovvero il narratore, che cerca di ricostruire gli avvenimenti attraverso le testimonianze, spesso contraddittorie, di coloro che hanno assistito al crimine; la descrizione dettagliata del delitto; l'investigazione, ossia l'opera di ricostruzione dei fatti accaduti, accurata e minuziosa; la discussione degli indizi. Tuttavia in questo caso l'enigma, altro elemento caratteristico del genere poliziesco, non sta nel scoprire chi è l'assassino, bensì nel verificare se Santiago è colpevole o meno: infatti si tratta della “falsa storia di un vero delitto”, come ha scritto García Márquez stesso. Il narratore tuttavia non riuscirà a fare piena chiarezza sui fatti accaduti; da questo punto di vista il romanzo ha una struttura aperta, perché l'autore delega al lettore il compito di ricomporre le diverse realtà frammentate e giungere a una propria conclusione circa la colpevolezza o meno di Santiago:
(John Berger)
Nel romanzo l'inchiesta è usata come tecnica letteraria. Il narratore torna sul luogo ventitré anni dopo e cerca di ricostruire gli avvenimenti attraverso le diverse opinioni e testimonianze di coloro che in qualche modo furono presenti al fatto criminale o ne ebbero notizia diretta. Si tratta di verità soggettive e parziali, spesso contraddittorie tra loro, che però concorrono tutte a formare il mosaico complessivo, a tratti confuso, della vicenda: il lettore non saprà mai se è stato Santiago Nasar a deflorare Ángela Vicario e nemmeno se il mattino dell'omicidio il cielo fosse sereno o coperto.
Il narratore è omodiegetico, ovvero è un personaggio interno alla storia, in questo caso un amico di Santiago, testimone egli stesso dei fatti accaduti. Il lettore ricostruisce la storia attraverso i suoi occhi e le sue considerazioni, ma non solo. La storia, infatti, è narrata da diverse prospettive: un narratore onnisciente in terza persona, un narratore - testimone in prima persona, le voci dei numerosi abitanti del paese e la voce del pueblo, il catalizzatore di un vero e proprio coro tragico di personaggi, i ricordi dei quali spesso non coincidono. La narrazione oscilla tra la prima persona, che denota il coinvolgimento emotivo del narratore quando racconta fatti di cui ha avuto esperienza diretta, introduce il suo punto di vista e il suo giudizio personale, e la terza persona, usata dal narratore per redigere la cronaca: talvolta sembra trascrivere un rapporto giudiziario o riepilogare le lettere con i ricordi della propria madre. Nel romanzo la sua identità rimane occulta, al contrario di quella di tutti gli altri personaggi; il narratore ci fornisce però dei dettagli circa la sua vita e la sua famiglia (svela infatti il nome di sua madre e quello dei fratelli): è narratore, autore del libro, abitante, cugino di Ángela, amico di Santiago e in parte persino testimone.
L'autore usa lo stile diretto nelle conversazioni che il narratore ha con i diversi testimoni; altre volte, invece, l'informazione viene presentata direttamente dalla lettura del rapporto giudiziario e delle lettere. Alla narrazione si alterna la descrizione minuziosa dei luoghi e dei personaggi. In alcuni punti l'autore usa un linguaggio umoristico e ironico e spesso fa ricorso all'iperbole e alle ripetizioni, per sottolineare l'assurdità della vicenda e la violenza dell'atto che sta per compiersi. Seguendo lo stile della cronaca, l'autore si sofferma su alcuni dettagli, come ad esempio le ore e i minuti in cui si svolge la vicenda.
L'opera presenta alcuni tratti tipici del realismo magico (etichetta letteraria che non è amata dall'autore): la fusione tra reale e soprannaturale, dove gli elementi fantastici formano parte della vita quotidiana e l'insolito non viene percepito come qualcosa di straordinario, bensì naturale; l'uso frequente dell'iperbole, dell'esagerazione, ad esempio nel modo violento e grottesco in cui viene consumato il crimine o nella descrizione dell'autopsia; il tema della morte, presente in tutta l'opera; la rottura della linea temporale (l'ordine cronologico degli avvenimenti viene completamente stravolto); le descrizioni estremamente dettagliate e l'importanza data alle percezioni sensoriali.
In fondo alla narrazione, il cuore del romanzo testimonia l'impossibilità di vedere il mondo da un solo punto di vista, perché a partire da Einstein e passando per Heisenberg la realtà non è più un libro di formule da decifrare, e la sua comprensione è difficile, se non proprio impossibile: e questa complessità, l'impossibilità di ridurla a un modello intelligibile è testimoniata dal moltiplicarsi dei punti di vista e dagli slittamenti temporali della narrazione.

### Il fatto reale
Il 22 gennaio 1951 Mercedes Barcha Pardo, che García Márquez ha conosciuto a un ballo e che diventerà sua moglie, gli lascia uno scarno messaggio nella redazione di El Heraldo di Barranquilla, nella cui redazione lui lavora: il biglietto dice semplicemente Hanno ucciso Cayetano.
Entrambi sanno che il riferimento è al loro comune amico Cayetano Gentile, 24 anni, giovane di origine italiana e di bell'aspetto che studiava medicina a Bogotá e abitava a Sucre, città dalla quale il padre farmacista di Mercedes è dovuto fuggire per il notevole incremento della criminalità. Autori dell'omicidio a colpi di coltello sono Victor Manuel e José Joaquín, due fratelli di Margarita Chica, maestrina della scuola di Chaparral. Grande amico d'adolescenza dell'autore, Cayetano era stato accusato dell'ex fidanzata Margarita, che aveva maturato verso di lui un forte risentimento, di essere responsabile della sua perdita della verginità prima delle nozze con Miguel Palencia. I fratelli attesero Cayetano in un bar di fronte a casa sua, ma quando il giovane vide José Joaquín correre verso di lui con un coltello sguainato, corse verso di casa; la madre, convinta che fosse già rientrato, sprangò la porta d'ingresso, e il giovane fu sbudellato nel patio della casa vicina.
Al ricevimento della notizia, García Márquez avrebbe voluto recarsi a Sucre, ma dalla redazione bocciarono l'idea in quanto impulso sentimentale. Cominciò tuttavia a maturare nella mente dell'autore l'idea di scrivere un romanzo sulla fatalità e sulla responsabilità, a partire dalla morte di Cayetano Gentile. Quando sua madre venne a saperlo gli vietò di scriverne finché fosse stata in vita Julieta Cimento, la madre del giovane nonché madrina di battesimo di Hernando García Márquez, fratello di Gabriel.
La storia maturò quindi nell'ombra per quasi trenta anni, finché nel 1980 la madre stessa comunicò all'autore, che in quel tempo viveva a Barcellona, la morte della signora Cimento, che non si era mai ripresa dal brutto colpo. A quel punto la scrittura poté finalmente iniziare, dopo la raccomandazione materna: “Trattalo come se Cayetano fosse mio figlio”. La madre dell'autore tuttavia non leggerà mai il romanzo, pubblicato un anno dopo, con la motivazione che “Una cosa risolta così male nella vita non può risolversi bene in un libro.”

## Adattamenti
Il racconto fu portato sul grande schermo da Francesco Rosi nel film omonimo del 1987, con un cast stellare: Rupert Everett, Ornella Muti, Gian Maria Volonté, Irene Papas, e Lucia Bosè. Lo sceneggiatore fu Tonino Guerra.

## Edizioni italiane
- Cronaca di una morte annunciata, traduzione di Dario Puccini, Collana Omnibus, Milano, Arnoldo Mondadori Editore, 1982,  p. 126. - Collana Oscar, Mondadori, 1985-2021; Collana Einaudi Tascabili, Torino, Einaudi, 1999-2021.